# 阿德拉尔体育场
阿德拉尔体育场(阿拉伯语：‎)是一个位于摩洛哥阿加迪尔的多功能体育场。

## 历史
2013年建成并投入使用，可容纳45,480名观众。 体育场成为摩洛哥球队阿加迪尔哈撒尼亚的新主场，并会举办2013年世界俱乐部杯和2015年非洲国家杯等比赛。